# Йохан Фридрих фон Куенбург
Йохан Фридрих фон Куенбург/Кинбург (на немски: Johann Friedrich von Kuenburg; † 1669, Гьорц) е фрайхер, от 1665 г. граф от род Куенбург или Кюенбург, Кинбург в Австрия, господар на Унгерсбах в Словения.

## Живот
Той е син на фрайхер (от 1 август 1613) Франц фон Кюенбург († 1644) и съпругата му Урсула Тунцлер, дъщеря на Михаел Тунцлер и Маргарета Крузич фон Липоглав. Внук е на Фридрих (III) Хойс фон Кинбург и съпругата му Юлиана Барбо фон Ваксенщайн († сл. 1640). Правнук е на Георг Хойс фон Кюенбург († ок. 1569/1570) и Маргарита фон Вестернах († ок. 1558).
Йохан Фридрих е издигнат на граф на 2 септември 1665 г. във Виена. Той умира 1669 г. в Гьорц (Гориция) и е погребан в Унгерсбах в Словения.

## Фамилия
Йохан Фридрих се жени на 10 февруари 1647 г. в Гориция/Гьорц за Йохана де Гуцман де Силва (* 1617; † 3 януари 1701, Гьорц), дъщеря на Жуан Баутиста де Гуцман де Силва и фрайин Мария фон Нойхауз. Те имат три деца:
- Франц Фердинанд фон Куенбург (* 5 февруари 1651, Моса при Гьорц; † 7 август 1731), епископ на Лайбах/Любляна (1701 – 1711), архиепископ на Прага (1711 – 1731)
- Ян Йозеф фон Куенбург (* 19 април 1652, Унтер-Керау; † 7 март 1726, Залцбург), дипломат и наследник на брат си архиепископ Франц Фердинанд, женен I. на 10 септември 1679 г. в Крумау, Моравия, за графиня Мария Клаудия фон Зулц (* ок. 1658; † 19 май 1681, Залцбург), II. на 6 март 1682 г. във Виена за графиня Йозефа фон Харах цу Рорау (* 14 февруари 1664, Виена; † 14 декември 1741, Залцбург) и имат син и три дъщери
- Анна Мария фон Куенбург (* 7 януари 1653, Горц; † 8 февруари 1724, Випах), омъжена I. на 26 януари 1671 г. в Гьорц за граф Юлиус Антон фон Атемс (* 12 октомври 1652, Гьорц; † 7 септември 1681, Гьорц), II. на 27 февруари 1686 г. в Гьорц за граф Франц Антон фон Атемс (* 27 юни 1645, Гьорц; † 1704, Хайлигенкройц). От първия брак тя е майка на Йозеф Освалд фон Атемс (1679 – 1744), княжески епископ на Лавант (1724 – 1744)